# Анри Вийотан
Анри Вийотан (на френски: Henri Vieuxtemps) е белгийски цигулар и композитор, един от най-известните цигулари на 19 век.

## Биография
Анри Вийотан е роден през 1820 година във Вервие. Баща му е лютиер и любител цигулар и започва да го обучава от ранна възраст. За първи път се представя пред публика шестгодишен и през следващите две години става известен с изпълненията си на един концерт от Пиер Род и на един двоен концерт на Родолф Кройцер, който свири заедно със своя учител.
След като учи известно време в Брюксел, Вийотан заминава със своя приятел Шарл-Огюст дьо Берио за Париж, където прави впечатление с изпълненията си на цигулка. Година по-късно, заради Юлската революция и женитбата на Берио, той се връща в Брюксел. През 1833 година пътува в Германия и се запознава с Луи Шпор и Роберт Шуман, които го сравняват с Николо Паганини.
През зимата на 1835 – 1836 година Анри Вийотан учи композиция във Виена при Симон Зехтер и в Париж при Антонин Рейха. През следващите години живее в Париж и има голям успех като композитор. След пътуване в Америка през 1843-1844 година се жени за виенската пианистка Йозефине Едер. През 1846 година заминава за Русия, като придворен музикант на Николай I и солист на Императорския театър. През този период пише четири концерта за цигулка и поставя началото на цигуларската школа на Санктпетербургската консерватория.
От 1850 година Вийотан отново преподава в Брюксел, като най-изявеният му ученик е Йожен Исаи. През 1852 година се премества във Франкфурт, а през 1866 година - в Париж. От 1871 година е професор в Брюкселската кралска консерватория. През 1873 година здравословното му състояние се влошава и, частично парализиран, той прекратява изпълнителската и преподавателската си кариера, но продължава да композира.
Отново живее известно време в Париж, а от 1879 година е в санаториум на зет си в Мустафа – днес квартал Сиди М'Хамед (Sidi M'Hamed) в центъра на гр. Алжир), където живее дъщеря му със съпруга си. Там умира през 1881 година. Погребан е в родния му град Вервие.